# Vykort

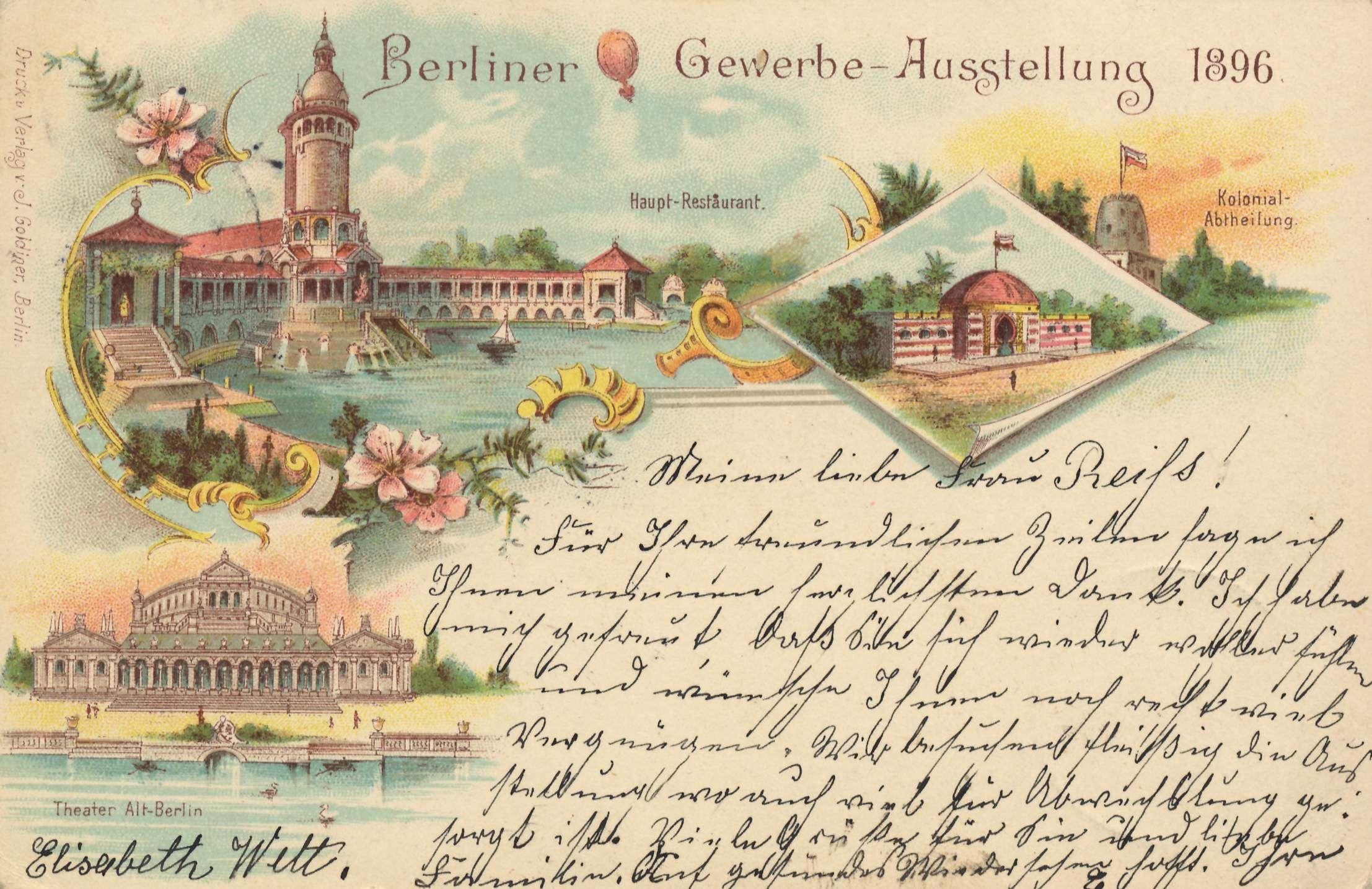
Vykort från Världsutställningen i Berlin 1896

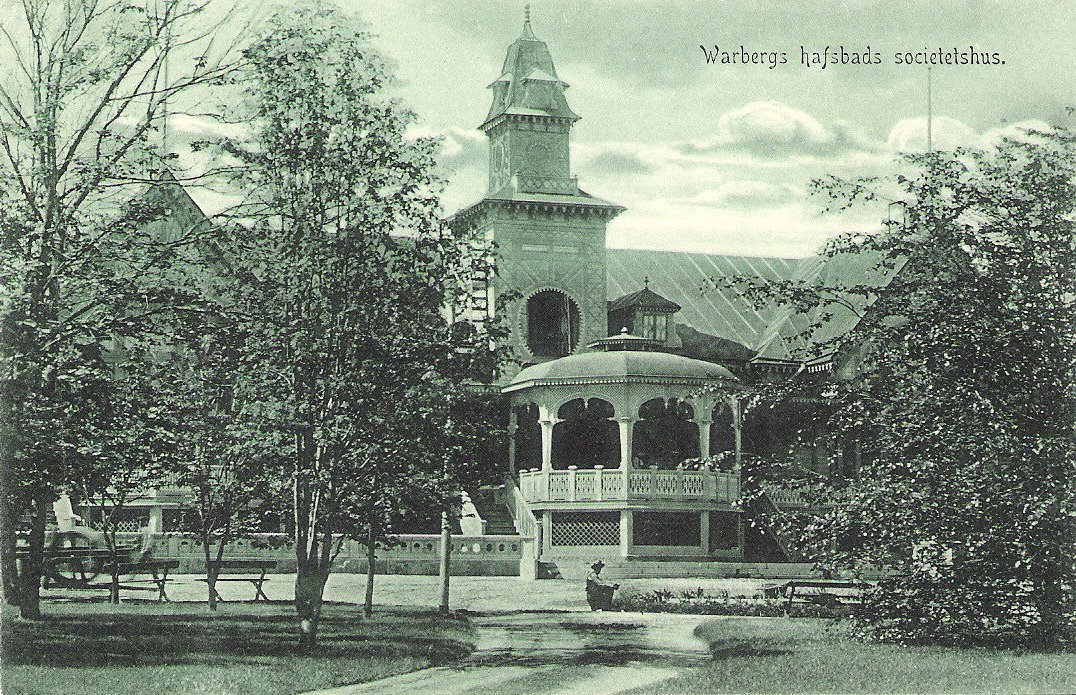
Societetshuset i Varberg, efter 1905.

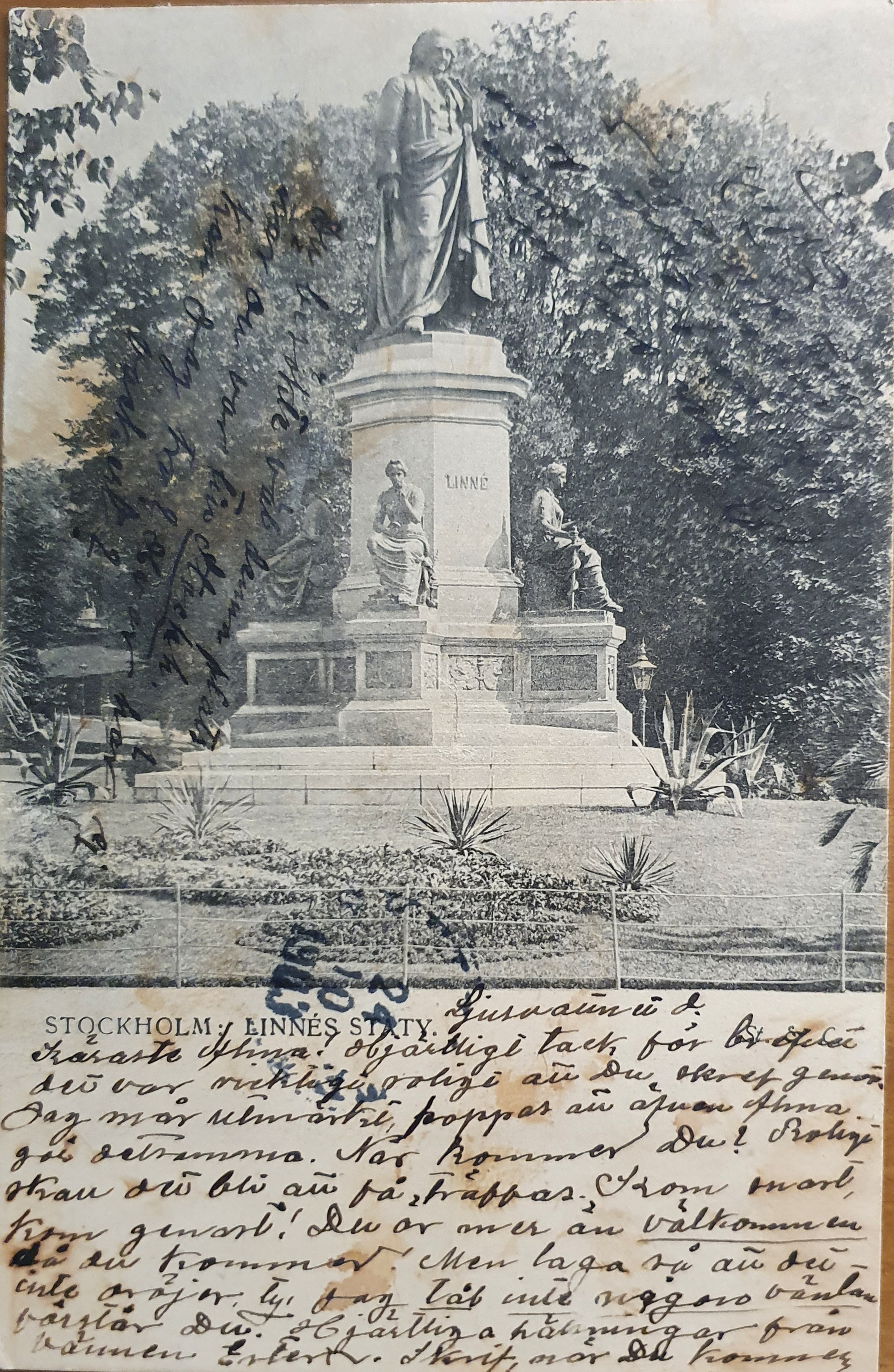
Vykort av Linnéstatyn i Stockholm, skickat till Skellefteå och poststämplat i Burträsk 24 oktober 1903. På den här tiden måste meddelandet skrivas på bildsidan - baksidan fick bara användas för adressen.

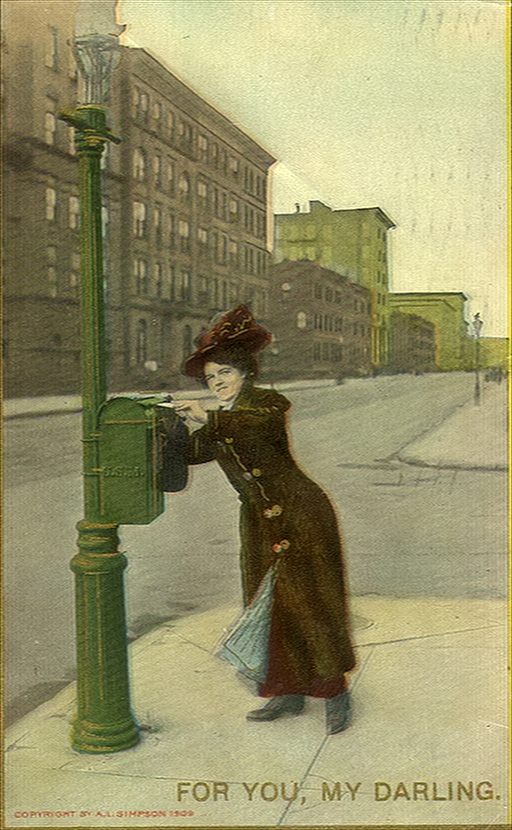
Amerikanskt vykort från 1909

Vykort är ett brevkort av tunn kartong med en bild eller flera på den ena sidan och på den andra sidan plats för namn och adress för avisering, samt - sedan 1905 - också plats för text.

## Historik

### Bakgrund
Postkort av olika slag hade funnits tidigare, men 1 oktober 1869 började den österrikiska postförvaltningen ge ut Correspondenz-Karte, som var färdiga kort med utrymme för adress på ena sidan och för meddelande på den andra, liknande de senare svenska brevkorten. Dessa hade en lägre portosats än vanliga brev och blev därför snabbt populära. Liknande kort infördes snart i andra länder, England 1870, Kanada 1871, Sverige och Tyskland 1872, USA och Frankrike 1873 och Italien 1874.
Snart blev det populärt att infoga reklam och andra typer av motiv på den sidan som var avsedd för meddelandet. Det första kortet med en fotografiskt vy tillverkades i Tyskland av litografen Zrenner för 1882 års Nürnbergutställning.
År 1872 infördes i Sverige brevkort utan bild. Portot var dock då det samma som för vanliga brev och de blev inte särskilt populära. 1873 sänktes därför portot och 1877 sänktes det på nytt. Samma år gavs också möjlighet åt privata företag att trycka upp sina egna brevkort, så länge adressidan följde det utseende som Generalpoststyrelsen angav, vilket öppnade upp möjligheten för att dekorera meddelandesidan på korten. De första brevkorten hade ett mått på 122 x 87 millimter, men 1879 beslutade man inom Världspostföreningen att införa det gemensamma nya formatet 140 x 90 millimeter. De privattryckta brevkorten fick till en början endast användas inom landet, men från april 1886 tilläts de även för försändelser mellan olika länder.
Det äldsta kända svenska gratulationskortet skickades lokalt inom Kristinehamn den 9 december 1882, frankerat med ett treöres frimärke. Vid en auktion den 17 mars 1996 slutade budgivningen på detta vykort på 15 000 kronor. Det äldsta kända vykortsmotivet i Sverige är tecknat och visar en förgätmigej-kvist med texten "Jag gratulerar". Det skickades från Leufsta Bruk den 27 februari 1884. 
Ett vykort med en hornblåsande postryttare är från slutet av 1886. I maj 1887 kom de tre första topografiska vykorten ut, med litografiska tryck med motiv från Uppsala. De täckte då som många av de första endast 2/3 av framsidan för att lämna utrymme för ett textmeddelande. När nu de första vykorten introduceras kallas de från 1887 Brefkort med vyer. Den tidigaste kända användningen av begreppet vykort är från 9 september 1900

### Utveckling
1891 började pappersgrossistföretaget Axel Eliasson att sälja Brefkort med olika vyer öfver Stockholm och dess omgifningar samt Göteborg.... Företaget var under 1900-talets första hälft landets främsta producent av vykort med sina lokaler på Drottninggatan i Stockholm.
Runt sekelskiftet 1900 exploderade formligen vykortens popularitet.  1897 sändes 6 360 000 brev med postverkets brevkort, 1 330 000 privattryckta affärsbrevkort och 1 040 000 vykort. 1903 sändes 8 900 000 brev med postverkets brevkort, 1 550 000 privattryckta affärsbrevkort och 37 810 000 vykort.
På de äldsta vykorten upptog motivet vanligen bara en del av framsidan, eftersom den även skulle ge utrymme för meddelandet. Från 1905 tillät postverket att adress och hälsning fick rymmas på samma sida, något som gav motivet möjlighet att bli allenarådande på andra sidan.

### Motiv och övrigt
Vanliga motiv:
- Järnvägsstationer
- Landskapsscener
- Naturmotiv
- Berömda byggnader
- Djur

Speciella varianter av vykort är:
- Julkort
- Påskkort
- Gratulationskort
- Begravningskort
- Vykortsskiva

Idag har gamla vykort samlarvärde och de flesta antikvariat har förutom äldre böcker numera även vykort till salu.
Jeppe Wikström har gett ut boken Tråkiga vykort.